# Marianne Fritz
Marianne Fritz (n. 14 decembrie 1948, Weiz⁠(d), Stiria, Austria – d. 1 octombrie 2007, Viena, Austria) a fost o scriitoare și romancieră austriacă. Este cunoscută pentru seria sa de romane în mai multe volume care tratează istoria Austriei din secolul al XX-lea. Lucrarea ei este remarcată pentru natura sa experimentală și lungimea extraordinară.
În 1998 a primit Premiul Austriac pentru Literatură, în 1999 Premiul Peter Rosegger și în 2001 Premiul Franz Kafka al orașului Klosterneuburg și din partea Societății austriece de literatură Franz Kafka.

## Biografie
Marianne Fritz s-a născut în Weiz⁠(d), un district din Stiria, Austria. În anii 1970, s-a căsătorit cu scriitorul Wolfgang Fritz și s-a mutat la Viena, unde a trăit tot restul vieții. În 1978, a publicat primul ei roman Die Schwerkraft der Verhältnisse (Greutatea lucrurilor), pentru care a primit premiul Robert Walser din acel an.
Publicarea acestui roman a marcat începutul unui proiect masiv, în mai multe volume, numit Die Festung (Fortăreața). Acest proiect s-a bazat pe istoria primei și a doua republici austriece. Ea va lucra la acest proiect tot restul vieții sale.
A publicat cel de-al doilea roman și primul volum al acestui proiect în 1980 sub numele de Das Kind der Gewalt und die Sterne der Romani (Copilul violenței și vedetele romilor). Acest roman complex s-a vândut prost, ceea ce a făcu ca editorul ei să o abandoneze.
Ea a publicat apoi Dessen Sprache du nicht verstehst (A cui limba nu o înțelegi) în 1986. Romanul, de peste 3.300 de pagini, a fost remarcat pentru complexitatea lingvistică și natura sa experimentală. Lucrarea a avut parte de recenzii în mare parte ostile la apariția sa.

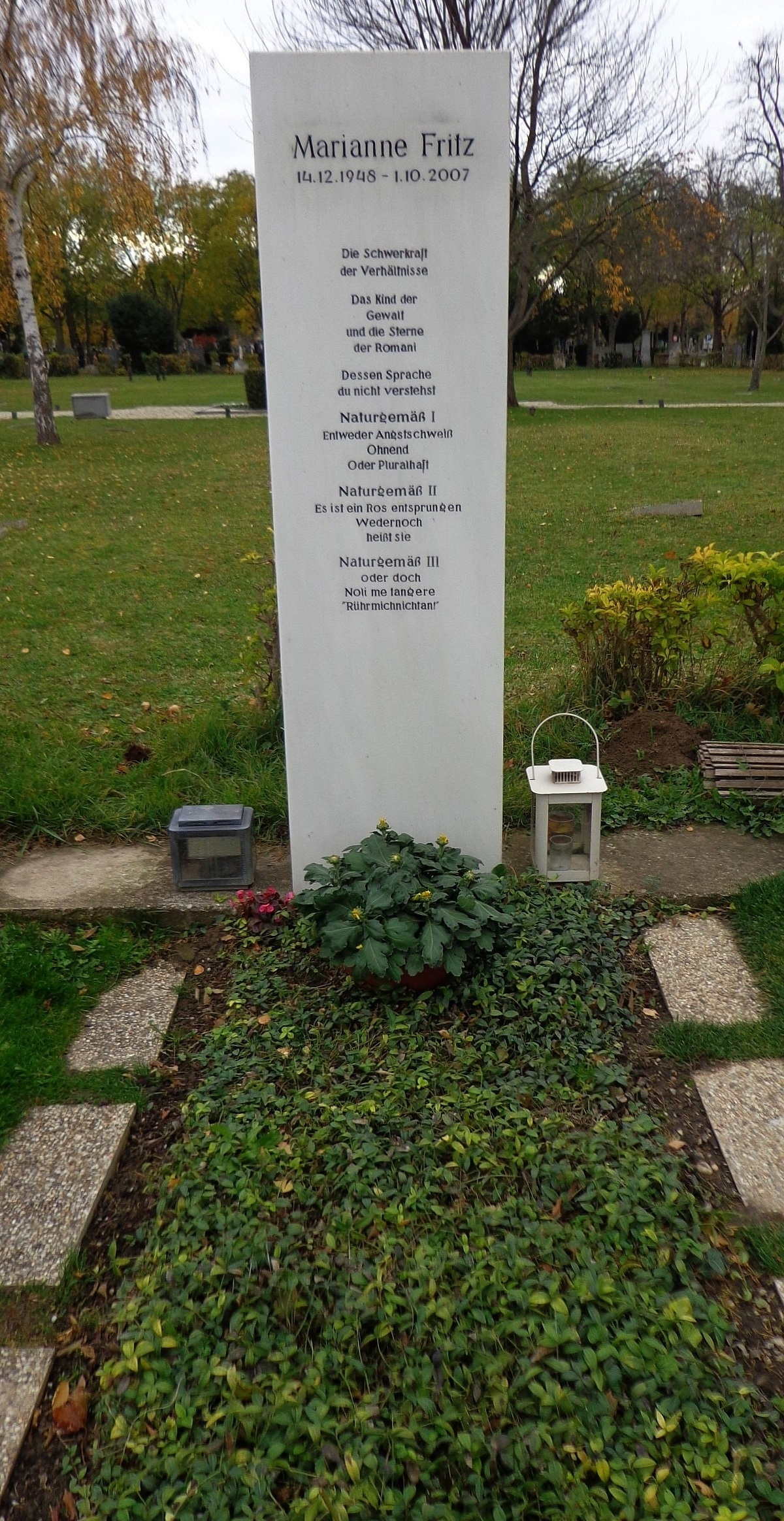
Cimitirul central din Viena

Ea a continuat să depășească granițele lingvistice ale limbii germane prin publicarea în anii 1990 a două volume suplimentare din seria Die Festung sub denumirile Naturgemäß I și II.
Marianne Fritz a murit în 2007, la Viena, la vârsta de 58 de ani, după o infecție gravă a sângelui. În momentul morții ei, ea a lăsat în urmă un roman neterminat denumit Naturgemäß III.
În noiembrie 2014, un parc a fost numit în cinstea ei în cartierul Wien-Neubau.

## Lucrări scrise
- Die Schwerkraft der Verhältnisse (S. Fischer, 1978). The Weight of Things, trad. Adrian Nathan West (Dorothy, 2015;ISBN: 978-0-9897607-7-5 ).
- Das Kind der Gewalt und die Sterne der Romani (S. Fischer, 1980).
- Was soll man da machen (Suhrkamp, 1985). Primele 215 pagini din Dessen Sprache du nicht verstehst . [12]
- Dessen Sprache du nicht verstehst (Suhrkamp, 1986). Publicat atât în ediții de trei volume, cât și în douăsprezece volume.
- Naturgemäß I. Entweder Angstschweiß / Ohnend / Oder Pluralhaft (Suhrkamp, 1996). Publicat în cinci volume.
- Naturgemäß II. Es ist ein Ros entsprungen / Wedernoch / heißt sie (Suhrkamp, 1998). Publicat în cinci volume.
- Naturgemäß III. Oder doch / Noli me tangere / "Rührmichnichtan!" (2011). Publicat online.[15]